# Šerko
Šerko  je priimek več znanih Slovencev:
- Alfred Šerko (1879—1938), zdravnik nevrolog, nevropsihiater, univerzitetni profesor
- Alfred Šerko (1910—1948), zdravnik in raziskovalec krasa
- Alfred Šerko (*1946), specialist sodne medicine (forenzik)
- Edvin Šerko (1896—1931), teozof, protagonist "Novomeške pomladi" 1920, potem naravoslovec
- Milan Šerko (1881—1965), učitelj, naravoslovec, botanik